# Pjotr Elfimov
Pjotr Pjotrovitsj Elfimov (Russisch: Пётр Петрович Елфимов) (Mahiljow, Wit-Rusland, 15 februari 1980) is een Wit-Russische zanger.

## Biografie
Pjotr Elfimov is de zoon van een professioneel zanger en een koordirigente. Toen hij zes was maakte hij zijn zangdebuut. Hij was 14 jaar oud toen hij solozanger werd van een band genaamd Double W.
In 1999 richtte Pjotr Elfimov de Egoist Band op. Deze band won prijzen op festivals in Estland, Polen en Servië. 
In 2004 won Elfimov de Grand Prix tijdens de Slavianski Bazaar, in Vitebsk, Wit-Rusland.
In 2013 deed Elfimov mee aan de Russische versie van The Voice, waar hij de auditieronde doorkwam en vervolgens bij The Battles uitgeschakeld werd. Zijn coach was Leonid Agoetin. Twee jaar later deed hij mee aan Glavnaja stsena, de Russische versie van X Factor. Hij haalde de finalerondes. 

## Eurovisiesongfestival 2009
Op 20 januari 2009 werd Pjotr Elfimovs zelf gecomponeerde Eyes That Never Lie gekozen om Wit-Rusland te vertegenwoordigen tijdens het Eurovisiesongfestival te Moskou. Terwijl hij van tevoren beschouwd werd als een van de favorieten om de finale te halen, strandde hij in de eerste halve finale met 25 punten op een dertiende plaats.
2004: Aleksandra & Konstantin · 
2005: Angelika Agoerbasj · 
2006: Polina Smolova · 
2007: Dmitri Koldoen · 
2008: Roeslan Alechno · 
2009: Pjotr Elfimov · 
2010: 3+2 · 
2011: Anastasia Vinnikova · 
2012: Litesound · 
2013: Aljona Lanskaja · 
2014: Teo · 
2015: Uzari & Maimuna · 
2016: Ivan · 
2017: Navi · 
2018: Alekseev · 
2019: ZENA